# Sphaerodactylus oxyrhinus
Espèce
Sphaerodactylus oxyrhinus est une espèce de geckos de la famille des Sphaerodactylidae.

## Répartition
Cette espèce est endémique de l'Ouest de la Jamaïque.

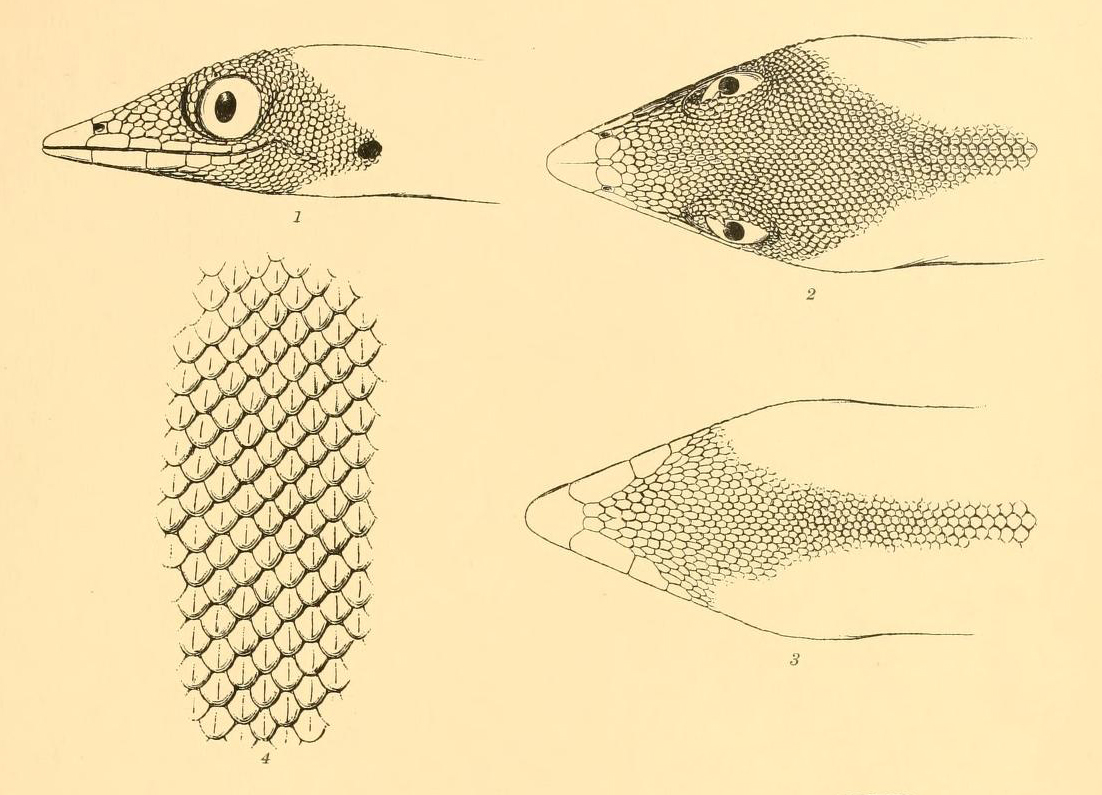

## Taxinomie
La sous-espèce Sphaerodactylus oxyrhinus dacnicolor a été élevée au rang d'espèce.

## Publication originale
- Gosse, 1850 : Description of a new genus and six new species of saurian reptiles. Annals and magazine of natural history, sér. 2, vol. 6, p. 344-348 (texte intégral).